# Ordure !
Pour les articles homonymes, voir Ordure.
 (juillet 2023).
Si vous disposez d'ouvrages ou d'articles de référence ou si vous connaissez des sites web de qualité traitant du thème abordé ici, merci de compléter l'article en donnant les références utiles à sa vérifiabilité et en les liant à la section « Notes et références ».
Pour plus de détails, voir Fiche technique et Distribution.
Ordure ! (Filth) est une comédie dramatique britannique coproduite, écrite et réalisée par Jon S. Baird, sortie en 2013. Il s'agit d'une adaptation du roman Une ordure d'Irvine Welsh .

## Synopsis
Le brigadier Bruce Robertson, un policier névrosé et cocaïnomane reçoit la direction d'une enquête importante qui pourrait lui donner accès au statut d’enquêteur mais devra en même temps affronter ses démons.

## Fiche technique
- Titre original : Filth
- Titre français : Ordure !
- Réalisation : Jon S. Baird
- Scénario : Jon S. Baird, d'après le roman Une ordure d'Irvine Welsh
- Photographie : Matthew Jensen
- Montage : Mark Eckersley
- Musique : Clint Mansell
- Direction artistique : Mike Gunn
- Décors : Claire Pidgeon
- Costumes : Guy Speranza
- Producteurs : Jon S. Baird, Will Clarke, Ken Marshall, Jens Meurer, Celine Rattray et Trudie Styler
- Sociétés de production : Egoli Tossell Film, Entre Chien et Loup, Film i Väst
Filmgate Films, Logie Pictures, Maven Pictures et Steel Mill Pictures
- Sociétés de distribution :  Lions Gate Film
- Budget : n/a
- Pays d’origine :  Royaume-Uni
- Langue originale : Anglais
- Format : Couleur - 1,85:1 - 35 mm
- Genre : Comédie noire, policier
- Durée : 97 minutes
- Dates de sortie :
  - Canada septembre 2012 (festival de Toronto)
  - Royaume-Uni : 2013

## Distribution
- James McAvoy : Bruce Robertson
- Jamie Bell : Ray Lennox
- Imogen Poots : Amanda Drummond
- Eddie Marsan : Bladesey
- Joanne Froggatt : Mary
- Shirley Henderson : Bunty
- Jim Broadbent : Dr Rossi
- Emun Elliott : Peter Inglis
- Iain De Caestecker : Ocky
- Pollyanna McIntosh : Size Queen
- Kate Dickie : Chrissie
- Martin Compston : Gorman
- Gary Lewis : Gus Bain
- David Soul : l'homme en voiture (caméo)
- Ron Donachie : Hector
- Natasha O'Keeffe : Anna
- Shauna Macdonald : Carole Robertson
- Brian McCardie (en) : Dougie Gillman
- Tracy-Ann Oberman : Diana
- John Sessions : Bob Toal

## Distinctions

### Récompenses
- British Independent Film Awards 2013 : meilleur acteur pour James McAvoy
- London Film Critics Circle Awards 2014 : nouveau réalisateur britannique, acteur britannique de l'année pour James McAvoy (ainsi que pour Trance et Welcome to the Punch)
- Empire Awards 2014 : Meilleur acteur pour James McAvoy

### Nominations
- British Independent Film Awards 2013 :
  - Meilleur réalisateur pour Jon S. Baird
  - Meilleur acteur dans un second rôle pour Eddie Marsan
  - Meilleure actrice dans un second rôle pour Shirley Henderson
  - Meilleure production